# دراختن
دراختن، هي بلدة شمال شرق هولندا، تقع في بلدية سمولينجالاند بمقاطعة فرايزلاند.

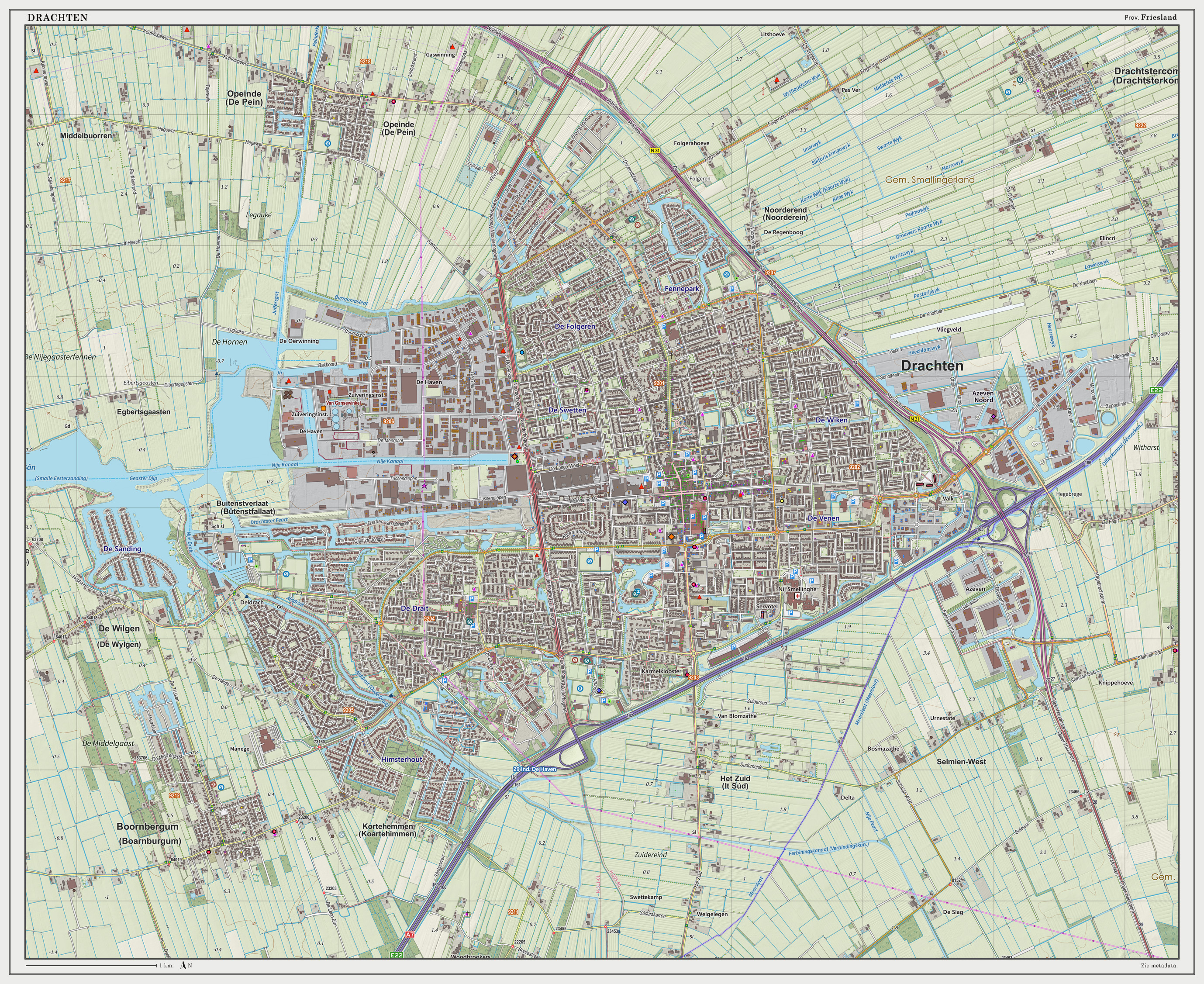
خريطة طوبوغرافية لبلدة دراختن، يونيو 2014

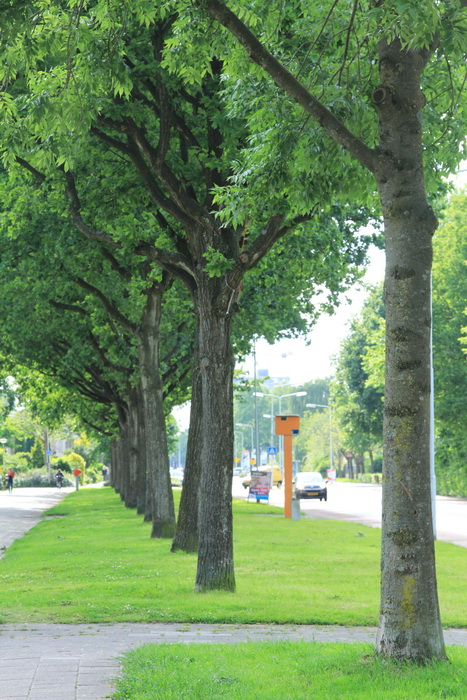
Road green

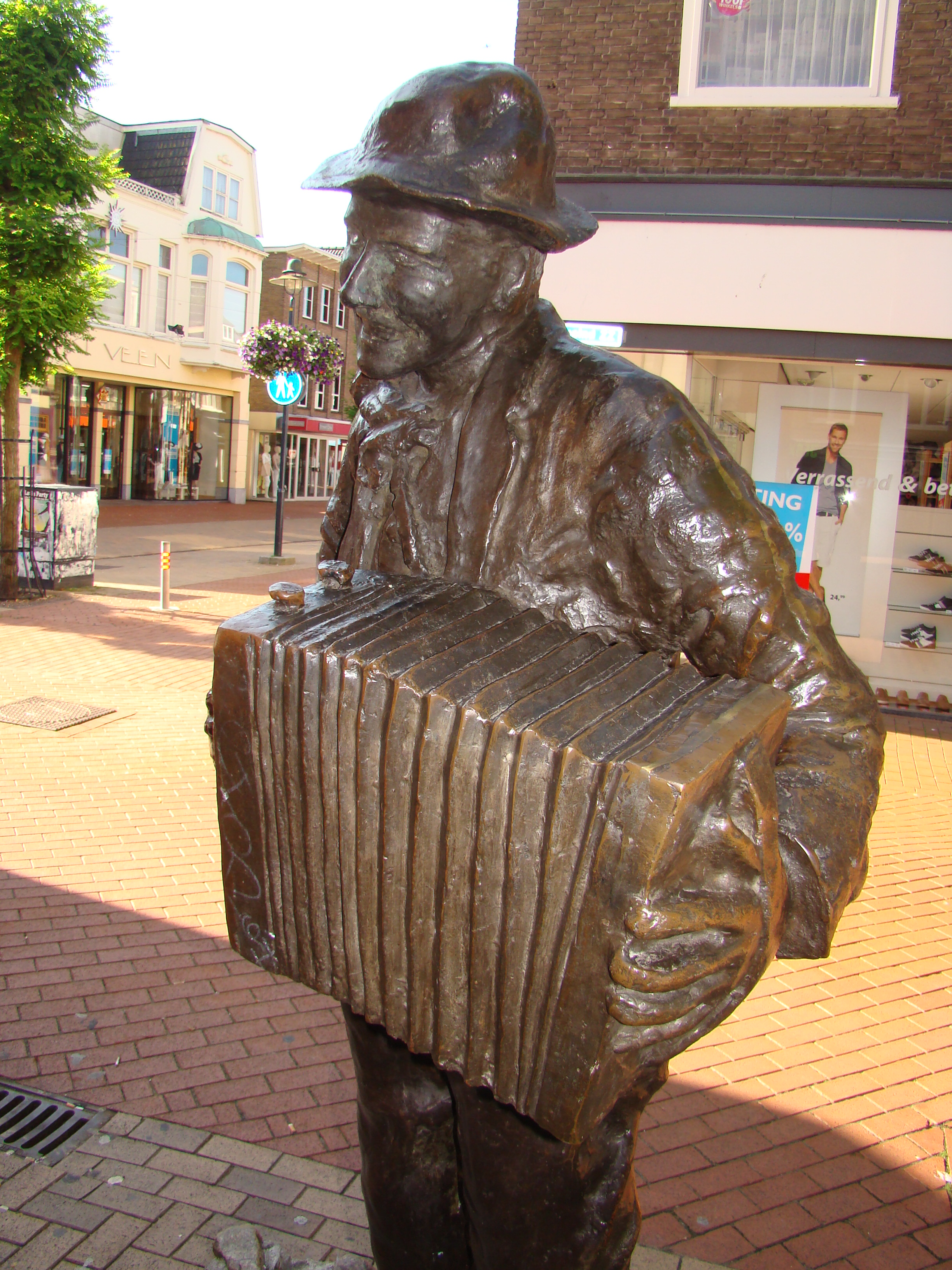
تمثال لعازف الشارع السابق Peije

## توأمة
لدراختن اتفاقيات توأمة مع كل من:
- كريات أونو
- غوبابوس [الإنجليزية]‏

## أعلام
- ديرك تير هار
- هينك دي جونغ
- يوسف الإدلبي